# Đào Thị Kiều Oanh
Đào Thị Kiều Oanh (født 25. januar 2003) er en vietnamesisk fodboldspiller, der spiller som målmand for Women's Championship-klubben Hà Nội I og Vietnams kvindelandshold .